# Consuelo Luzardo
Consuelo Luzardo Montenegro (Bogotá, 26 de mayo de 1945) es una destacada primera actriz colombiana de televisión, cine y teatro.

## Carrera
Consuelo estudió actuación desde que tenía 14 años en la Escuela Nacional de Arte Dramático, en esa época dependencia del Ministerio de Educación. A pesar de su formación en el teatro que se inició con La casa de Bernarda Alba de Federico García Lorca, optó por empezar a aparecer en series de televisión siendo su primera incursión en la comedia Hogar dulce hogar, escrita y dirigida por su mentor Víctor Mallarino Botero.
Continuó en teatro, radio cine y televisión en donde participó en las series y telenovelas más populares de Colombia. La que la convirtió en una actriz reconocida fue la famosa comedia costumbrista Yo y tú, donde actuó desde 1965 hasta 1976 interpretando a Cuqui un personaje muy querido por el público.
Más tarde, en 1984 trabajó en la famosa serie de misterio Los cuervos, en la cual interpretó a Dolores Olmedo, una fanática religiosa. Continuó interpretando papeles similares en series como ¿Por qué mataron a Betty si era tan buena muchacha?, y en telenovelas como El hombre de negro, La tía Julia y el escribidor, Gracias por el fuego, Lola Calamidades y en 1988 realizó uno de sus papeles más recordados en la telenovela Caballo viejo como la tía Cena. Repitió su papel de villana en la telenovela La viuda de Blanco como la perversa Perfecta.
Trabajó en diversas telenovelas como Perro amor, Juegos prohibidos, Merlina, mujer divina y también ha trabajado en series como Mujeres asesinas, en el episodio, Carmen, honrada junto a la actriz venezolana Coraima Torres, y más recientemente ha trabajado en Aquí no hay quien viva y El cartel, en donde interpretó a la abuela de «El fresita», interpretado por Manolo Cardona.
Es la actual presidente de la Academia Colombiana de Artes y Ciencias Cinematográficas. En 2017, participó como actriz de reparto en una producción del reconocido director Gustavo Nieto Roa, la película Mariposas Verdes.

## Vida personal
Desde su infancia Consuelo siempre fue una niña muy tímida, y fue por ello que sus padres aceptaron inscribirla en la Escuela Nacional de Arte Dramático para que ella socializara, sin embargo esa condición no ha cambiado y asegura que le encanta la soledad. A lo largo de su vida se cuentan dos cortos matrimonios, el primero con el publicista José Antonio Moreno y el segundo con Claus Reprich, también publicista.
Sus dos hermanos también tienen que ver con el medio. Su hermano mayor, Julio Luzardo, es director de cine, y su hermana menor fue la actriz Celmira Luzardo, fallecida en 2014.

## Filmografía

### Televisión
| Año       | Título                                              | Personaje                                            |
| --------- | --------------------------------------------------- | ---------------------------------------------------- |
| 2021-2022 | La nieta elegida                                    | Sara Roldán                                          |
| 2021      | 1977                                                | Inés                                                 |
| 2021      | Interiores                                          | Karina                                               |
| 2020      | Paseadora de (perros) abueles                       | Alberta                                              |
| 2020      | La de troya 2                                       | Delfina                                              |
| 2020      | Perdida                                             | Liliana                                              |
| 2017      | La Nocturna                                         | Doña Pilar Quezada Vda. de Linares                   |
| 2016-2017 | La ley del corazón                                  | Paulina Álvarez Soto de Montoya                      |
| 2014-2015 | El laberinto de Alicia                              | Doña Elena De la Fuente                              |
| 2014      | La playita                                          | Angelina Vda. de Rodríguez                           |
| 2013-2014 | Alias el Mexicano                                   | Dueña de Hacienda                                    |
| 2013      | Los graduados                                       | Profesora Martha Quiñonez                            |
| 2012      | Casa de reinas                                      | Alfonsina Pumarejo (fantasma)                        |
| 2010      | Chepe Fortuna                                       | Alfonsina Pumarejo                                   |
| 2009      | Sin retorno                                         | Verónica Castro                                      |
| 2009      | Inversiones el ABC                                  | Serie                                                |
| 2009      | A corazón abierto                                   | Serie                                                |
| 2008      | El cartel                                           | Ita (abuela de Martín)                               |
| 2008      | Aquí no hay quien viva                              | Josefina Pineda Revollo                              |
| 2007-2008 | Mujeres asesinas                                    | Irma / Carmen                                        |
| 2006      | Las profesionales, a su servicio                    | Rebeca Márquez                                       |
| 2006      | Merlina, mujer divina                               | Regina Carbó                                         |
| 2005      | Juegos prohibidos                                   | Victoria Holguín                                     |
| 2004      | Francisco el Matemático                             | Leonor de Ramírez                                    |
| 2004      | Te voy a enseñar a querer                           | Rufina Rivera                                        |
| 2004      | Pasión de gavilanes                                 | Melissa Vda. de Santos                               |
| 2003      | Punto de giro                                       | Eva María                                            |
| 2002      | Vale todo                                           | Celina                                               |
| 2001      | Juan Joyita                                         | Helena de Caballero                                  |
| 1998      | ¿Por qué diablos?                                   | Purita de Carbonell                                  |
| 1998      | Perro amor                                          | Carmen de Brando                                     |
| 1997-1998 | La mujer en el espejo                               | Martha Soler                                         |
| 1997      | La mujer del presidente                             | Jueza Piedad Miranda                                 |
| 1996      | La viuda de Blanco                                  | Perfecta Albarracín vda de Blanco                    |
| 1995      | Amor, Amor                                          |                                                      |
| 1994      | Momposina                                           |                                                      |
| 1993      | Solo una mujer                                      | Lili de Santillana                                   |
| 1993      | Dulce ave negra                                     | Francisca "Francisquita" Muñoz Viuda de Carrascascal |
| 1992      | Inseparables                                        | Lucrecia Miro                                        |
| 1989-1991 | ¿Por qué mataron a Betty si era tan buena muchacha? | Magola de Granados                                   |
| 1988      | Quieta Margarita                                    | Adelia                                               |
| 1988      | Los pecados de Inés de Hinojosa                     | María de Hondegardo                                  |
| 1988      | Caballo viejo                                       | Tía Cena                                             |
| 1987      | Lola Calamidades                                    | Frida Barbosa                                        |
| 1987      | Mi sangre aunque plebeya                            |                                                      |
| 1986      | Amándote                                            | Sebastiana de Currea                                 |
| 1984-1986 | Los cuervos                                         | Dolores Olmedo                                       |
| 1984      | Testigo ocular                                      |                                                      |
| 1983      | La pezuña del diablo                                |                                                      |
| 1982      | Don Chinche                                         | Lucrecia Gómez (Abogada)                             |
| 1982      | Gracias por el fuego                                |                                                      |
| 1982      | El hombre de negro                                  | La criada                                            |
| 1981      | La tía Julia y el escribidor                        | Raquel Bolívar                                       |
| 1980      | El cuento del domingo                               |                                                      |
| 1975-1976 | Un ángel llamado Andrea                             |                                                      |
| 1956-1976 | Yo y tú                                             | Cuqui                                                |
| 1963      | Tres cuentos colombianos "El Zorrero"               |                                                      |

## Reality
| Año  | Título               | Rol          |
| ---- | -------------------- | ------------ |
| 2019 | MasterChef Celebrity | Participante |

## Teatro
- Las mujeres de Lorca de Víctor Quesada (2018)
- “Voz” de Víctor Quesada (2014)
- Cartas de amor (2012)
- Chicago, el musical (2012)
- El rehén (2011)
- Cita a ciegas (2007)
- El Locutorio (2005)
- De Profesión Maternal (2000)
- Los Demonios (1999)

## Cine
- Un tal Alonso Quijano (2020) Largometraje - Señora Rivero
- Mariposas Verdes (2017) Largometraje
- El Culebro: La historia de mi papá (2017) - Documental
- Sin mover los labios (2015) - Leonor
- Mamá, tomate la sopa (2011) - Largometraje.
- Préstame tu marido Largometraje - (1973)
- El taciturno (1971) - Isabel

## Premios y nominaciones

### Premios TVyNovelas
| Año  | Categoría                              | Telenovela o Serie | Resultado |
| ---- | -------------------------------------- | ------------------ | --------- |
| 2017 | Mejor actriz de reparto de telenovelas | La nocturna        | Nominada  |
| 2007 | A toda una vida                        | A toda una vida    | Ganadora  |
| 2000 | Mejor actriz de reparto                | ¿Por qué diablos?  | Nominada  |
| 1997 | Mejor actriz de reparto                | La viuda de Blanco | Ganadora  |

### Premios India Catalina
| Año  | Categoría                                      | Telenovela o serie                                  | Resultado |
| ---- | ---------------------------------------------- | --------------------------------------------------- | --------- |
| 2022 | Mejor actriz protagónica de telenovela o serie | 1977                                                | Nominada  |
| 2021 | Mejor actriz de reparto                        | La de Troya 2                                       | Nominada  |
| 2017 | Mejor actriz de reparto                        | La nocturna                                         | Nominada  |
| 2015 | Mejor actriz de reparto                        | El laberinto de Alicia                              | Ganadora  |
| 2009 | Mejor actriz protagónica de serie              | Aquí no hay quien viva                              | Nominada  |
| 1997 | Mejor actriz de reparto                        | La viuda de Blanco                                  | Nominada  |
| 1990 | Mejor actriz principal                         | ¿Por qué mataron a Betty si era tan buena muchacha? | Ganadora  |
| 1988 | Mejor actriz de reparto                        | Caballo viejo                                       | Ganadora  |
| 1984 | Mejor actriz de reparto                        | ¿Quién le teme a Virginia Woolf?                    | Ganadora  |

### Premios Simón Bolívar
| Año  | Categoría               | Telenovela o serie | Resultado |
| ---- | ----------------------- | ------------------ | --------- |
| 1996 | Mejor actriz            | La viuda de Blanco | Nominada  |
| 1988 | Mejor actriz de reparto | Caballo viejo      | Ganadora  |

### Premios Macondo
| Año  | Categoría               | Película            | Resultado |
| ---- | ----------------------- | ------------------- | --------- |
| 2012 | Mejor Actriz de reparto | Mamá tomate la sopa | Nominada  |

## Premios Obtenidos
Festival de Teatro
- Primer premio actriz de carácter: Doña Rosita la soltera
- Primer premio actriz de reparto: Marat-Sade

Otros
- 2 Gamma(1989 y 1990), Mejor Actriz de televisión: Caballo viejo y ¿Porque mataron a Betty si era tan buena muchacha?
- Festival de novelas y dramatizados, Mejor Actriz de Reparto: ¿Porque mataron a Betty si era tan buena muchacha?
- Placa El Tiempo a la Mejor Actriz de los años 80
- Alcaldía de Bogotá, Honor al mérito artístico
- Glorias de la Televisión
- Nogal de Oro a su Trayectoria artística